# پیترو مایلارو
پیترو مایلارو (انگلیسی: Pietro Maiellaro؛ زادهٔ ۲۹ سپتامبر ۱۹۶۳) بازیکن فوتبال اهل ایتالیا است.
از باشگاه‌هایی که در آن بازی کرده‌است می‌توان به باشگاه فوتبال فیورنتینا، باشگاه فوتبال کوزنتسا کالچو، باشگاه فوتبال ونتزیا، باشگاه فوتبال باری، باشگاه فوتبال تیگرس اونال، باشگاه فوتبال بنونتو، باشگاه فوتبال آولینو، باشگاه فوتبال پالرمو، و باشگاه فوتبال وارزه اشاره کرد.